# 身延線
身延線（みのぶせん）は、静岡県富士市の富士駅と山梨県甲府市の甲府駅を結ぶ東海旅客鉄道（JR東海）の鉄道路線（地方交通線）である。

## 概要
駿河湾沿岸部から甲府盆地にかけて、富士山と赤石山脈（南アルプス）に挟まれた富士川の流域を走る山岳路線である。全線にわたり富士川の左岸（東側）を通り、本流を渡ることはない。北側は甲府盆地内の鰍沢口駅、南側は西富士宮駅付近まで地形が開けており、沿線人口が多い両端部での区間運転も多い。また中京地方以西と山梨県を行き来するには最も利用しやすい鉄道ルートで、静岡駅で東海道新幹線と接続する特急「ふじかわ」が運転され長距離輸送も担う。一帯は日蓮ゆかりの地であり、沿線には日蓮宗総本山久遠寺、日蓮正宗総本山大石寺などが立地している。
富士駅 - 西富士宮駅間はIC乗車カード「TOICA」の利用エリアに含まれている。2025年10月1日には鰍沢口駅 - 甲府駅間の各駅でも「TOICA」導入が予定されている。
2027年開業予定の超電導リニアによる中央新幹線と交わる地点に接続駅を設ける計画があった。2011年6月に発表された位置案では山梨県内国中地方峡中地域に設置されることが明確となり、中央市にある小井川駅、東花輪駅および昭和町にある常永駅が範囲となっていた。
しかし、2013年9月に発表された中間駅のうち山梨県駅の位置は甲府市大津町となり、身延線や中央本線とは接続せずにバスで連絡することとなった。

### 路線データ
- 管轄（事業種別）：東海旅客鉄道（第一種鉄道事業者）
- 路線距離（営業キロ）：88.4km
- 軌間：1,067mm
- 最高速度：85km/h
- 駅数：39（起終点駅含む）
  - 身延線所属駅に限定した場合、東海道本線所属の富士駅および、中央本線所属の甲府駅[8]が除外され、37駅となる。
- 複線区間：富士駅 - 富士宮駅間
- 電化区間：全線電化（直流1,500V）
- 閉塞方式：複線自動閉塞式（富士駅 - 富士宮駅間）、自動閉塞式（特殊）（富士宮駅 - 甲府駅間）
- 保安装置：ATS-PT（但し、甲府駅構内のみATS-P）
- 運転指令所：静岡総合指令所

甲府駅構内除き全線をJR東海静岡支社が管轄。

## 沿線概況
線形は25‰の勾配と半径200mの急曲線が連続し、中間の山岳区間では特急でも表定速度が50km/h程度に落ちる。さらに、列車交換待ちや長時間停車することがあり、88.4kmの全線でも、所要時間は2時間半から3時間半程度かかる。これは、6.5km短い木次線と比較すると、ほぼ同じか少し長い。また、旧富士身延鉄道として建設された当時、狭小トンネルのままで電化されており、以来拡張工事などが行われていないことから、入線できる車両には車高制限がある（詳細は後述）。このためJR東海の全ての車両設計では、当路線よりも車両限界の小さな予讃線（JR四国）を運転する285系を除き、最狭隘となる身延線の車両限界を勘案することになっている。
2008年から、富士宮市の富士宮駅の西側700mの区間で高架化工事が行われた。この区間は路線と静岡県道414号（旧国道139号）が並走しており、県道や市道などの道路が踏切を越えるとすぐに県道414号との交差点に差し掛かり、踏切と交差点の信号機によって慢性的な渋滞が発生しており、これを解消するためである。高架化にはプレキャストアーチ構造高架橋という工法が採用され、日本で初めての施工となる。高架は2012年に完成した。
山梨県内では富士川の左岸を走り、右岸を国道52号が併走する。また、全線に渡り並行する形で中部横断自動車道が2021年までに開通しており、鰍沢口駅付近から南部町内までの区間は身延線と近接している。
久遠寺の玄関口である身延駅は1999年に関東の駅百選に選定された。
末端の善光寺駅西側から甲府駅にかけては中央本線と並行して走る。そのため、JRの前身である日本国有鉄道（国鉄）の時代は、ほかの区間が静岡鉄道管理局管内であったのに対し、同区間は東京西鉄道管理局の管内であった。国鉄分割民営化に際してはJR東海とJR東日本の会社境界が金手・甲府駅間にある甲府駅第一場内信号機付近に設定された。

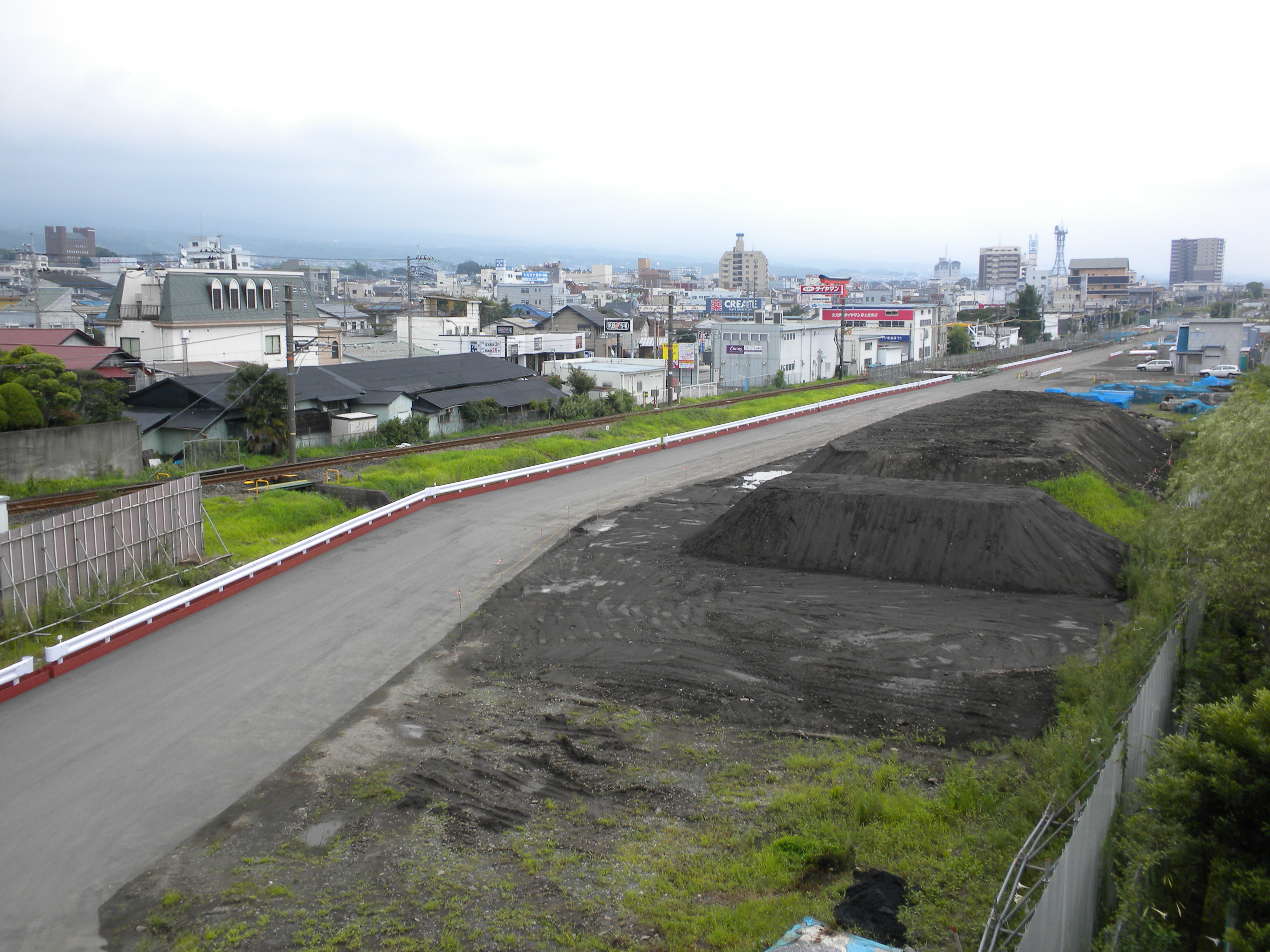
富士宮駅付近の高架化予定箇所（奥が富士宮方面）
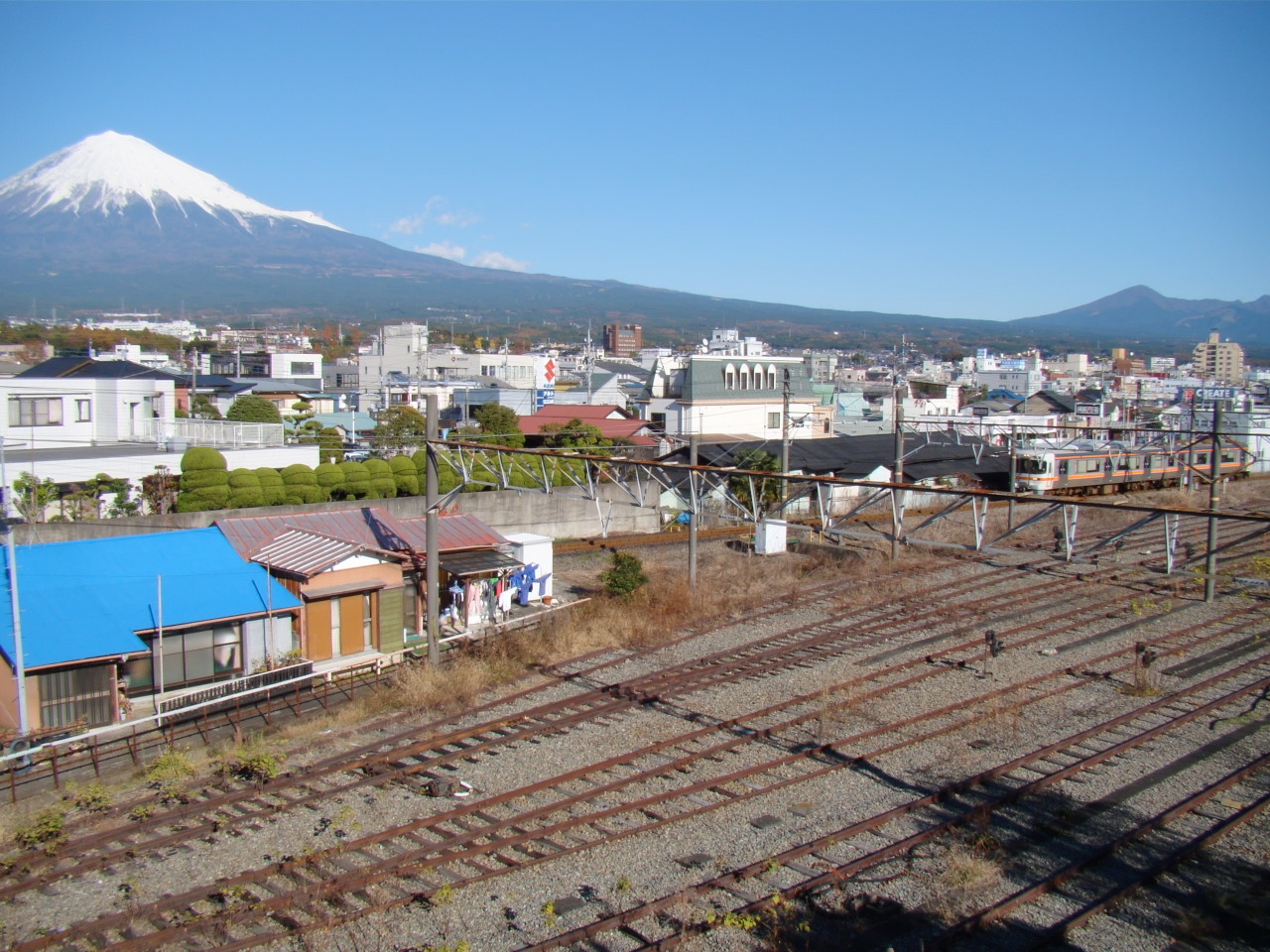
富士宮市街地を走る313系（2008年11月）

## 運行形態

### 優等列車
特急「ふじかわ」が甲府駅 - 富士駅 - 静岡駅間で7往復運転している。富士駅 - 富士宮駅間・身延駅 - 市川大門駅間・市川大門駅 - 甲府駅間など身延線区間において、自由席特急料金は30km以内の区間では330円、50km以内では660円と廉価で設定されており、主要駅を利用している乗降客にとっては、特急「ふじかわ」そのものが数少ない普通列車の補完的な役割あるいは有料の快速としての役割を果たしている。
中部横断自動車道を通り、静岡駅と甲府駅を結ぶ高速バス（山梨交通・しずてつジャストライン 竜王・甲府 - 静岡線）との競合関係にある。

### 普通列車
2両または3両の短編成で運転されるが、富士駅 - 西富士宮駅間では、4両編成の列車も2往復運転されている。富士駅 - 西富士宮駅間と鰍沢口駅 - 甲府駅間の運転本数が多く、全線通しの普通列車は朝夕をのぞき1 - 2時間に1本程度である。過去には車両の入出区の関係で、下部温泉駅を発着する列車や、甲府発御殿場線御殿場行きも存在したが、2013年3月16日のダイヤ改正で廃止された。2両編成の列車でワンマン運転を実施しており、身延線の列車番号の末尾がGの列車は、313系電車で運用されているワンマン列車である。なお、2024年3月16日のダイヤ改正で、甲府駅 - 西富士宮駅では朝晩の3両編成の列車を除き2両編成の列車は全てワンマン運転になった。
かつては115系や、1両編成で123系電車が運用されていたが、これらは2007年3月にすべて313系に置き換えられた。
各区間の普通列車の運転間隔は以下のようになっている。
- 富士駅 - 西富士宮駅間は、1時間に2本程度（ラッシュ時は4本）である。
- 西富士宮駅 - 鰍沢口駅間は閑散区間で、1 - 2時間に1本程度。富士宮駅から甲府方面はすべて単線であるため、芝川駅や身延駅などで列車の列車交換による長時間の停車を行うこともある。本数も1日15本前後になる。
- 鰍沢口駅 - 甲府駅間は1時間に1 - 2本程度に増加する。

甲府駅では身延線に向けて出発可能な中央本線の線路は中線（1番線と2番線の間）と上り1番線（のりば番号としては3番線）のみで、現在両線を直通する定期列車はない。国鉄時代には身延線の車両は中央本線の車両とともに甲府駅西寄りの留置線を使用していたが、国鉄分割民営化後、甲府駅の資産はJR東日本の所有になったため留置線はJR東日本の車両のみ留置されるようになり、身延線の車両は貨物輸送の衰退で余裕が生まれた南甲府駅の側線、また一部は鰍沢口駅へ回送して留置している。ダイヤが乱れた際には東花輪駅の側線にも留置していることがある。
日中（10時台-15時台）の区間別の1時間あたりの運行本数は以下のようになる。
| 区間＼駅名               | 富士 | …   | 西富 | 士宮 | …   | 鰍沢 | 口  | …   | 甲府 |
| ------------------------ | ---- | --- | ---- | ---- | --- | ---- | --- | --- | ---- |
| 駅間本数 （1時間当たり） | 2    | 2   | 2    | 0-1  | 0-1 | 0-1  | 1-2 | 1-2 | 1-2  |
| 富士駅 - 西富士宮駅間    | 1-2  | 1-2 | 1-2  |      |     |      |     |     |      |
| 富士駅 - 甲府駅間        | 0-1  | 0-1 | 0-1  | 0-1  | 0-1 | 0-1  | 0-1 | 0-1 | 0-1  |
| 鰍沢口駅 - 甲府駅間      |      |     |      |      |     |      | 1   | 1   | 1    |

### 臨時列車

#### 臨時優等列車
1972年から1986年まで新宿駅 - 身延駅間に臨時急行列車「みのぶ」が運転されており、唯一の中央本線との直通列車であった。車両は中央本線急行用の165系（松本電車区所属）4両編成で、新宿駅 - 甲府駅間は時期により季節急行「たてしな」または急行「アルプス」と併結していた。また、この列車の線内停車駅は1978年（昭和53年）10月（ゴーサントオ）改正時点で甲府駅、南甲府駅、東花輪駅、市川本町駅、鰍沢口駅、甲斐岩間駅、甲斐常葉駅、下部駅（現・下部温泉駅）、身延駅であった。なお、この時点での急行「富士川」の甲府駅 - 身延駅間の停車駅は前記停車駅のうち東花輪駅は一部列車が停車、甲斐常葉駅は通過していた。
2000年代の春季の土曜休日には臨時特急「しだれ桜」が静岡駅 - 身延駅間に1往復運転されていた。2004年には初めて鰍沢口駅まで延長運転が行われている。また、2008年頃から春季や秋季の観光シーズンに合わせ土曜休日に臨時特急・急行列車が設定されている。その他さわやかウォーキングに合わせ373系を使用した臨時快速列車が設定されることもある。

#### 宗教臨
年に数回の頻度で、日蓮正宗法華講連合会による金沢方面からの団体臨時列車が、東海道本線を経由して富士宮駅まで運転される。使用車両は183系・189系、485系・489系、681系・683系などで、富士宮駅では団体専用の1番線に停車する。このほか、数年に一度、長野方面からも団体臨時列車が身延線に入線することがある。
富士駅側では、かつて日蓮正宗の在家信徒団体であった創価学会関連の団体臨時列車（いわゆる「創臨」）が、日蓮正宗の総本山である大石寺（富士宮市）への参拝を目的に各地から富士宮駅に多数発着していた。そのため富士駅 - 富士宮駅間が複線化され、西富士宮駅手前まで大規模な引き上げ線を設置するなどしていたが、1991年に日蓮正宗が創価学会を破門すると、臨時列車の運行が宗門側の日蓮正宗法華講連合会によるものだけとなり、貸切バスで直接大石寺に乗り入れる団体も増加したことから、本数も大幅に減少した。広大な引き上げ線も廃止され、2008年から2012年にかけて行われた線路の高架化事業に伴い、これまで本線側と完全に切断されて残っていた線路は完全に撤去された。

#### 花火臨
毎年8月7日、市川三郷町で開催される神明の花火大会に際して甲府駅（もしくは富士駅） - 市川大門駅・鰍沢口駅間に多数の臨時普通電車が運転され、通常は見られない313系2両＋2両の4両編成も用いられる。2025年の神明の花火大会開催時には、大垣電車区から313系4両固定編成1本が貸し出され、鰍沢口 - 甲府駅間での輸送力増強を担った。毎年8月15日に南部町で開催される南部の火祭りの際も富士駅 - 身延駅間で臨時普通電車が設定されている。

### 貨物列車
2001年3月31日をもって、全区間における貨物輸送は廃止された。以前は「工臨」（工事用臨時列車）として、静岡運転所所属の電気機関車EF64形2号機とレール運搬用のチキ5500形で編成される列車が運用されていたが、2008年4月より運用を開始した、名古屋車両区所属の事業用気動車キヤ97系によって置き換えられた。また、この置き換えにより、JR東海所属の電気機関車は消滅している。

## 使用車両
身延線は前身の富士身延鉄道時代に作られた区間のトンネル断面および建築限界が小さく、車両限界は狭小トンネルで知られる中央本線などを含め、ほかのJR線よりもさらに小さい。そのため、富士身延鉄道時代の電車や国有化後に投入された62系電車は、一般的な電車よりも屋根を低くしていたが、後年、他線区から転用された電車については、屋根構造はそのままで折りたたみ高さの低いPS13形パンタグラフに換装したり、車輪のタイヤが薄い車両を選んだり、狭小トンネルのない西富士宮駅以南の限定運用（後述の火災を起こした車両も西富士宮駅以南専用であった）にしたりするなどして使用されていた。しかし、1950年（昭和25年）8月24日に発生した車両全焼事故（「身延線列車火災事故」を参照）により、架線とパンタグラフの間の絶縁距離が過小であることが判明し、戦前に投入されていた車両よりもさらに屋根を300mmあまり低く改造した「低屋根車」が登場した。その後、パンタグラフ取り付け部を低屋根化しなくても、狭小トンネルが通過可能なPS23形パンタグラフが開発されたが、身延線ではこれをもってしてもなお不十分であり、パンタグラフ取り付け部の屋根を20mm切り下げる対策が必要であった（モハ114形2600番台、クモヤ145形600番台など）。
国鉄分割民営化後にJR東海が導入したクモハ211形5600番台やクモハ311形も身延線への入線を考慮した設計となっている。その後の折り畳み高さの低いシングルアーム型パンタグラフの開発により、1995年（平成7年）に製作された373系電車以降は、屋根高さの制限は緩和されたものの、身延線に関わる車両限界が、そのままJR東海の車両限界を規定している状況に変化はない。JR東日本の車両は車両番号横に「◆」マークが描かれている車両なら乗り入れ可能である。
皇族の乗車には、373系電車に代わり、383系電車を神領車両区から借りて使用する。内閣総理大臣などの場合は「ふじかわ」の指定席車を使用する。なお、2001年の第52回全国植樹祭に関連して甲斐岩間→甲府間にお召し列車が運転された際にはキハ85系気動車3両が使用された。

### 現在の車両
いずれの車両も静岡車両区に所属する電車である。
- 373系電車
  - 1995年10月、165系電車で運転されていた急行「富士川」を格上げした特急「ふじかわ」で営業運転を開始した[11]。以後、特急「ふじかわ」以外に、臨時特急「しだれ桜」などの臨時列車にも充当されている。373系は185系電車と同じく普通列車としても運用することを前提に造られており、かつて甲府駅 - 鰍沢口駅間で普通列車として運用されていたが、普通列車への使用は313系導入と引き換えに姿を消し、以後は特急列車に専用されている。なお現在でも臨時列車が多数増発される神明の花火大会のときや、ダイヤ乱れなど運行支障発生時には普通列車としても営業運転に就くことがある。
- 315系電車
  - 4両固定編成のみ運転。運転されない日もある。
- 313系電車
  - 2両編成の3000番台・3100番台（V編成）が御殿場線と共通運用されている。2024年（令和6年）3月16日のダイヤ改正により、2両編成の列車はすべてワンマン運転となった。通年で全列車が半自動ドア扱いである。また、神領車両区から転属した1300番台（L編成）も代走で運用されている。
  - 車掌乗務の普通列車では、3両編成の2600番台（N編成）が主に使用される。かつては2両編成の2300番台（W編成）の定期運用も存在したが、2両編成の全列車がワンマン化されたことにより定期運用がなくなった。211系6000番台（GG編成）と連結した5両編成で313系2500番台（T編成）の定期運用も存在したほか、稀に2500番台も2600番台の運用の代走に充当されて甲府まで入線することもある。さらに、2022年4月8日より元「セントラルライナー」として用いられた8000番台も入線している。

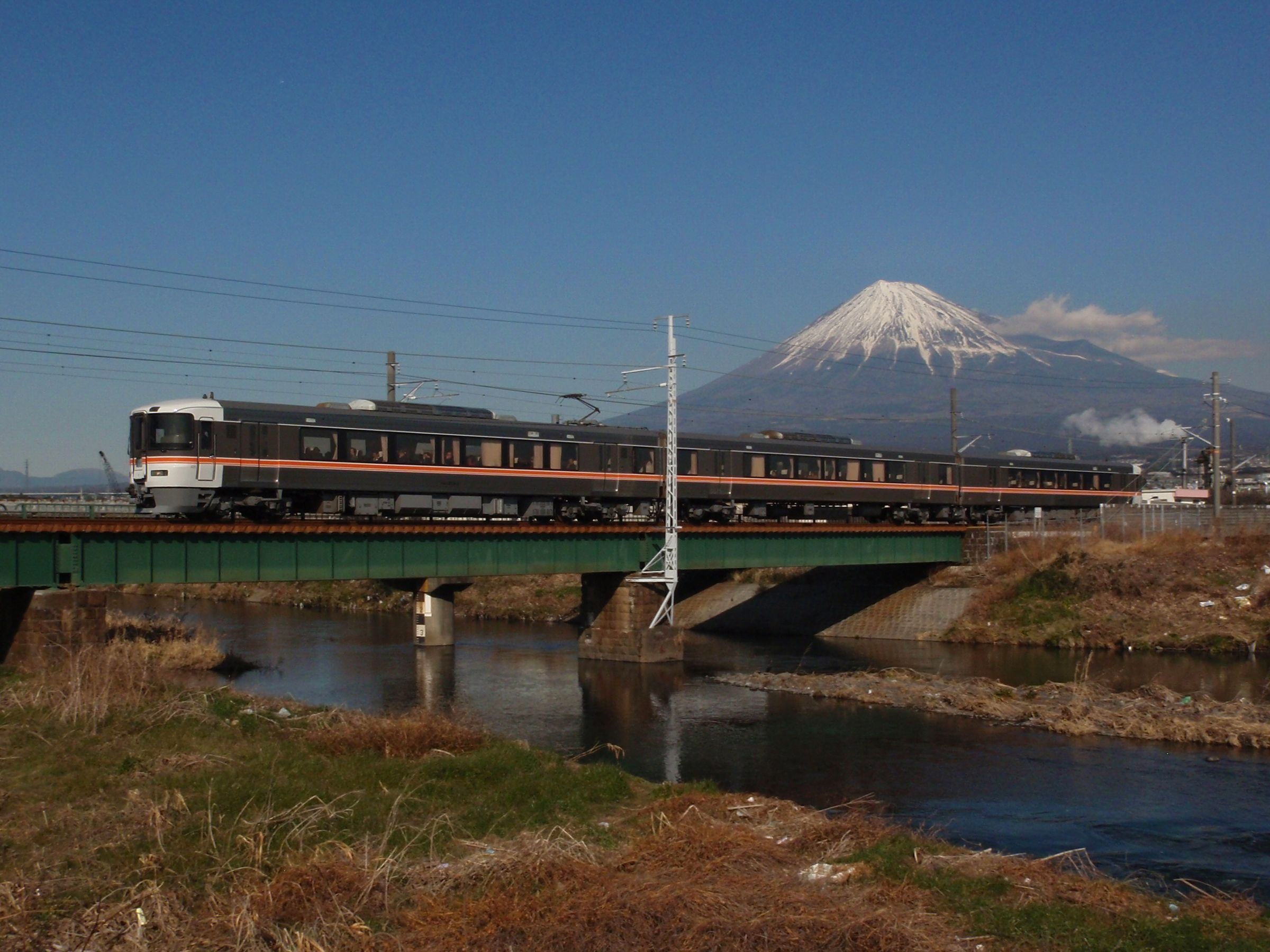
373系
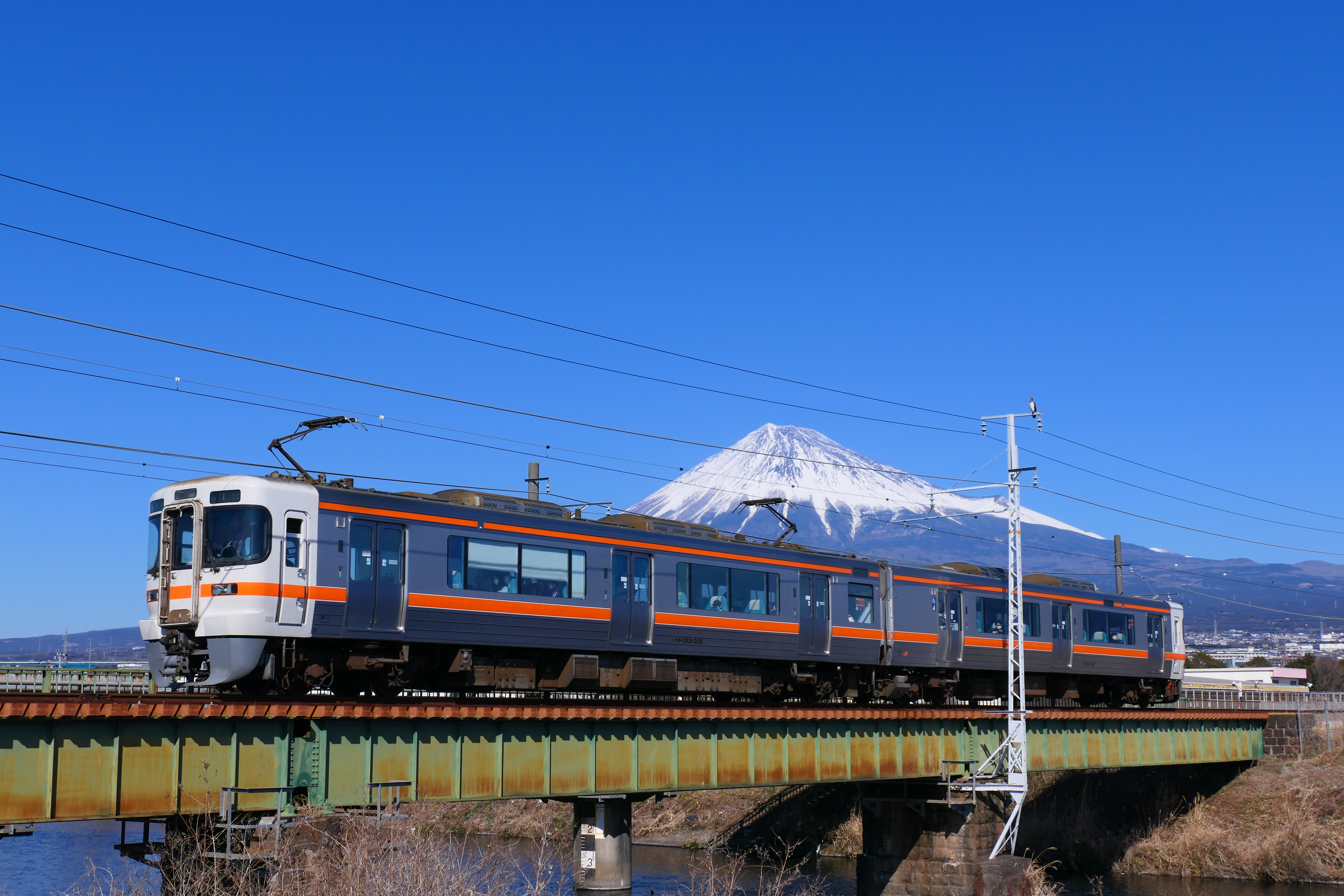
313系

### 過去の車両
2007年3月17日までは115系・123系電車も運用されていた。いずれも全線で運用されていたが、1999年12月4日のダイヤ改正以降、123系は富士駅 - 身延駅間の運用とされていた 。123系はワンマン運転対応であった。特急格上げ前の急行「富士川」には、165系（中間車には153系を含む）電車が使用されており、甲府駅 - 静岡駅・三島駅間で運用されていた。
2006年10月10日から2025年1月まで東海道本線に直通する普通列車の一部に限り、211系が西富士宮駅 - 富士駅間で運用されていた。朝に1往復、6000番台（GG編成）と5600番台（SS編成）を連結して5両編成で運用された。この列車は富士駅を6時台に発車する西富士宮行きとして身延線に入り、折り返し西富士宮発熱海行きとして東海道線に戻る運用になっていた。
旧形電車時代は、30系、31系、32系、40系、42系、50系、51系や62系（初代・2代目）などが使用されていたが、72系の台枠に115系同様の車体を載せたアコモ改造車である62系（2代目）を除き1981年（昭和56年）に115系により置き換えられた。
また、急行「富士川」、準急「白糸」（1968年に「富士川」に統合）には1972年（昭和47年）まで80系が使用されていた。
1984年（昭和59年）には残っていた62系（2代目）も運用離脱し、当線は完全に新性能化された。
1981年（昭和56年）の115系投入直前まで使用された旧性能電車は以下の通りである。
- 32系 - サハ45形、クハ47形
- 40系 - クモハ41形、クモハ60形、クハ55形
- 42系 - クモハユニ44形、クハ47形100番台
- 51系 - クモハ51形（42系からの改造編入車を含む）、クハ68形（40系・42系からの改造編入車のみ）

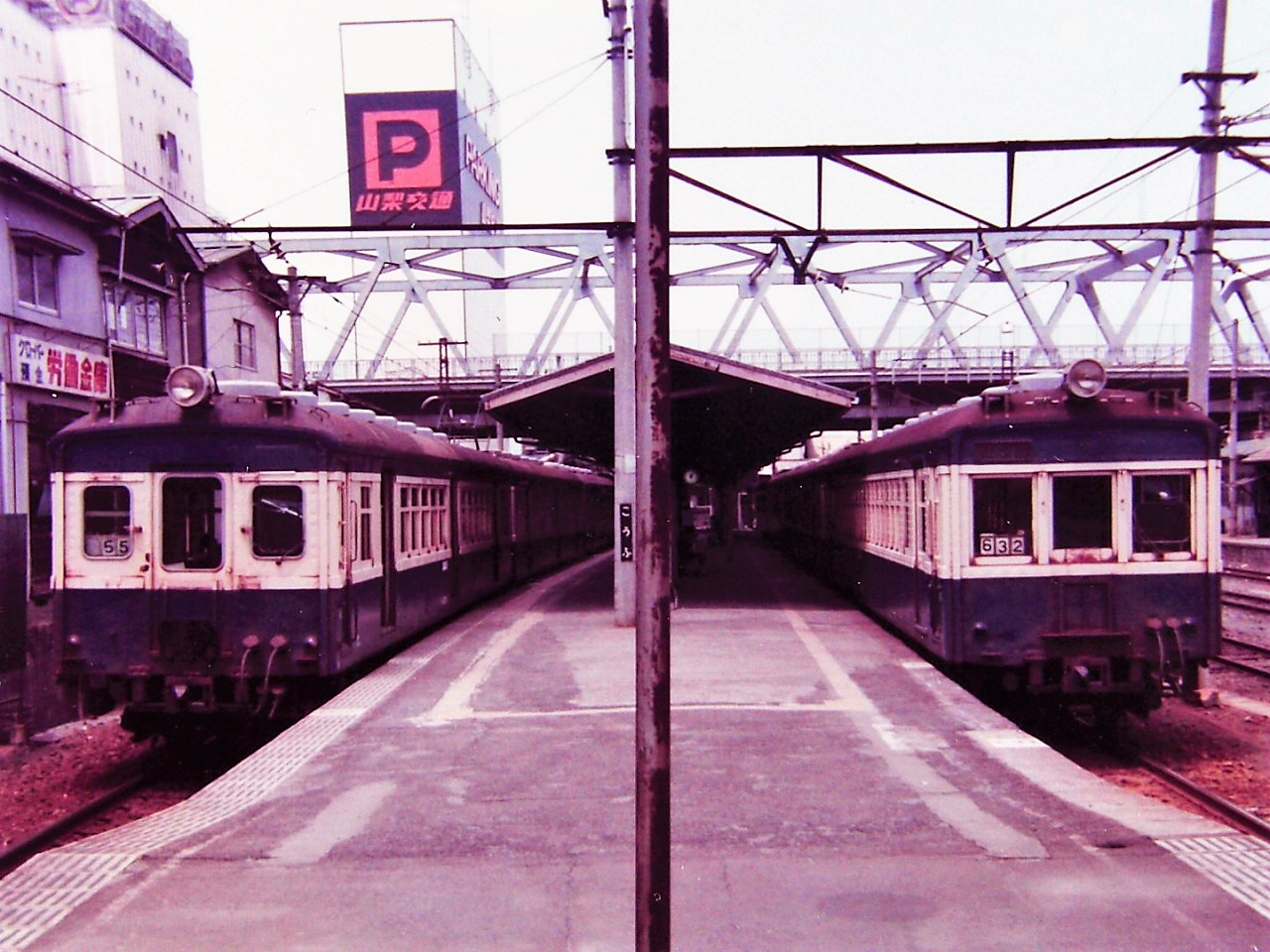
甲府駅で並んだ32系クハ47形（右）と40系クハ55形（左）
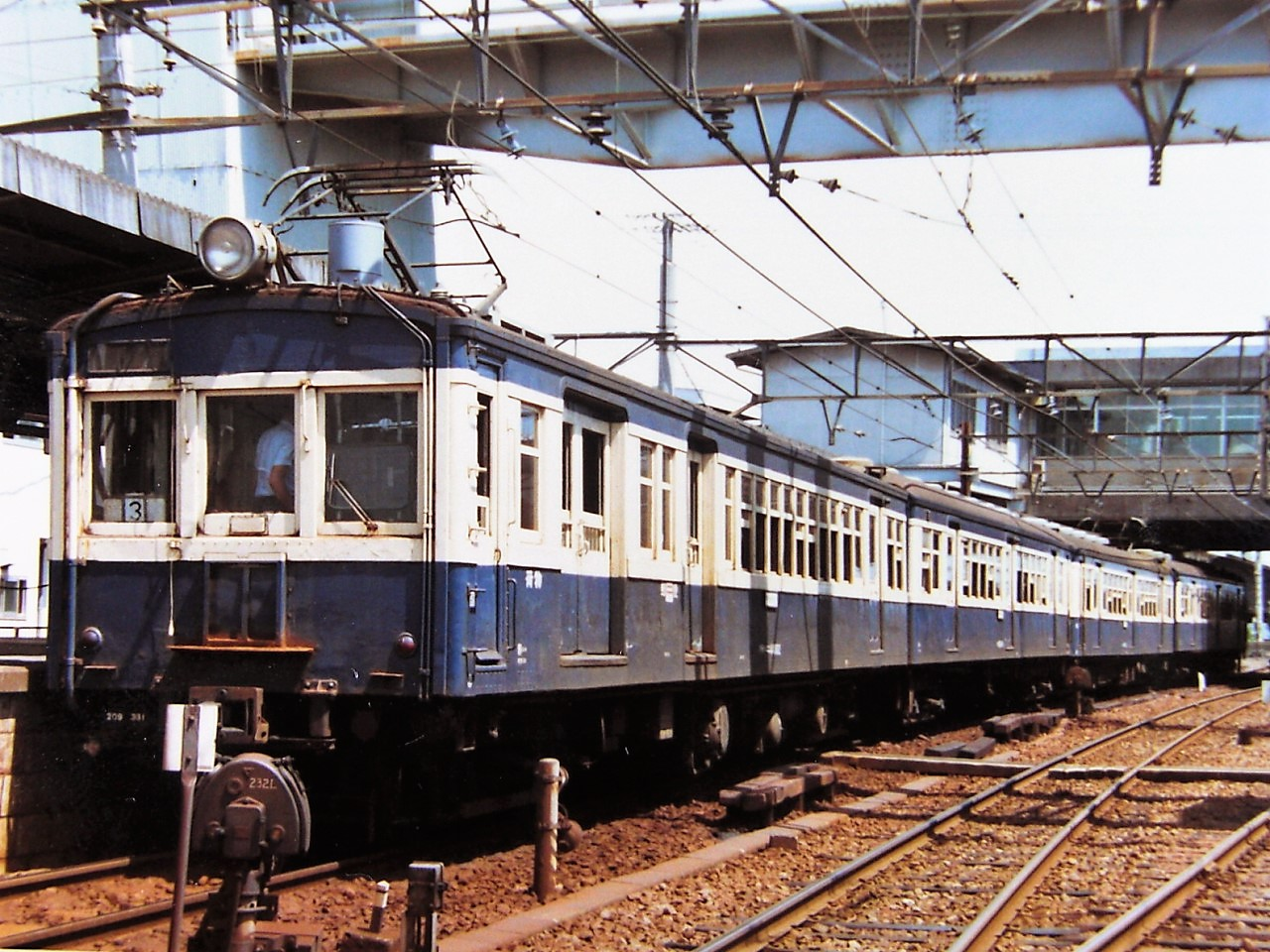
42系クモハユニ44802を先頭とした40系、42系、51系混成編成。44802は初期の低屋根改造車（1960年施工）のため、屋根全体を低くした構造である。その後、1962年の改造車からはパンタ部分のみ低屋根とする方法に変更された。
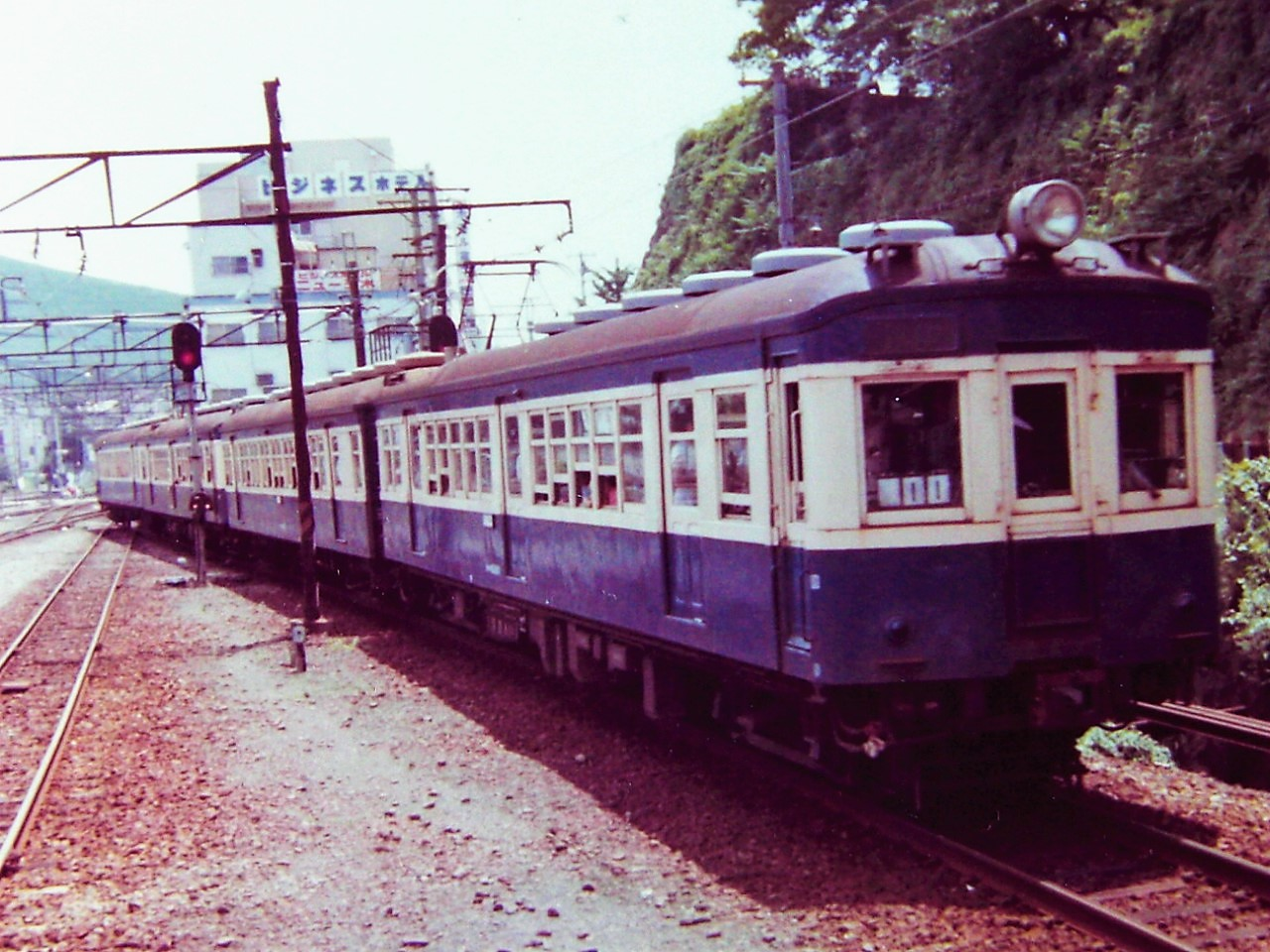
40系クモハ60形800番台を先頭とする32系、40系、51系混成編成。クモハ60形800番台は1970年の低屋根化改造施工車のため、パンタ部分のみが低くなっている。
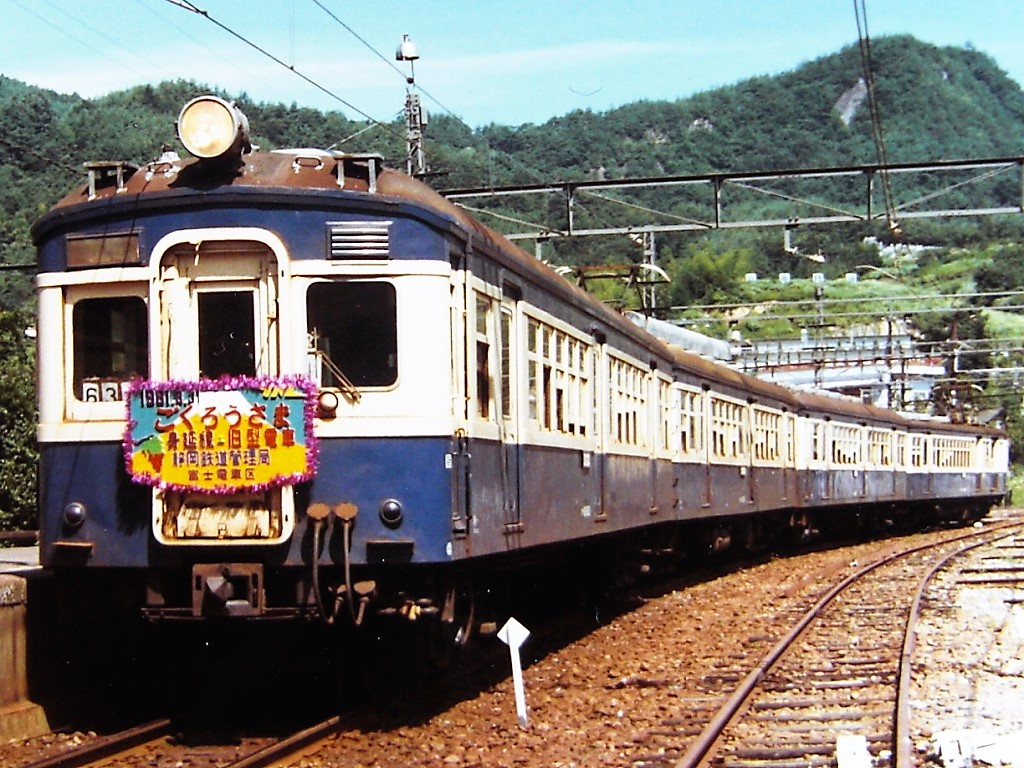
40系クハ55形改造のクハ68形を先頭とした40系、42系、51系混成編成。
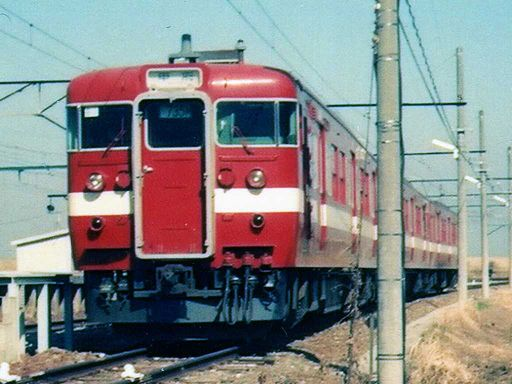
115系 身延色
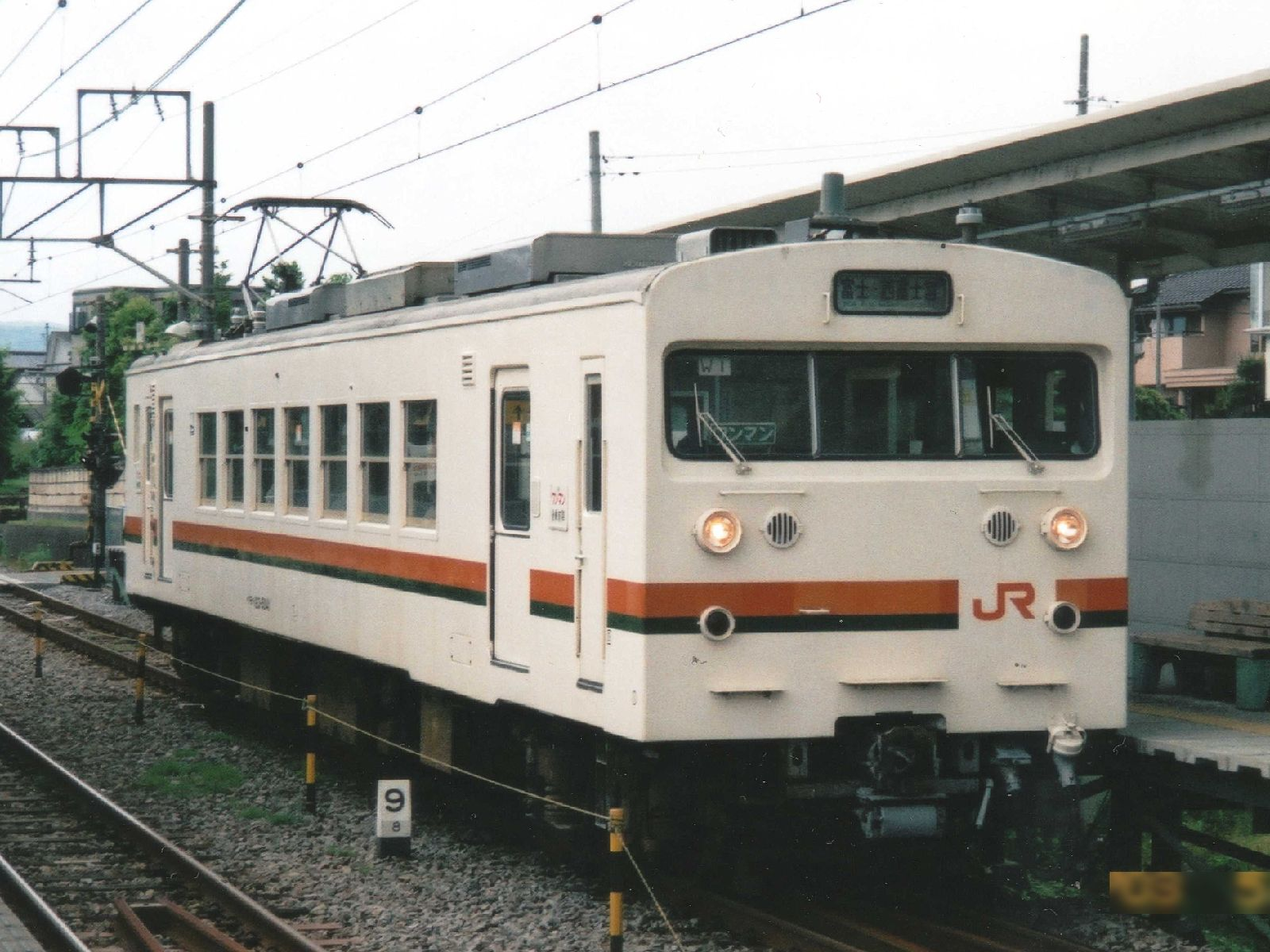
123系 ワンマン車

## 歴史
身延線の前身は、堀内良平（富士急行創業者）が計画・立案した私鉄の富士身延鉄道である。江戸時代まで甲駿間は富士川沿いの富士川舟運による物流が盛んで、明治中期には最盛期を迎えていた。そのため、中央本線の計画に際しては岩淵から富士川沿いに北上し、市川大門を経て甲府へ至る岩淵線ルートが構想されていたが、中央線は八王子線のルートが採用され、1903年（明治36年）に甲府まで開通した。中央線の開通により舟運の相対的地位は低下するが、甲駿間を結ぶ鉄道路線の計画は1895年（明治28年）に東京在住の資本家を中心とする駿甲鉄道敷設計画として存続し、舟運関係者からは反対されるが山梨・静岡の支持者や若尾民造らの支援者を得る。
駿甲鉄道計画も資本金不足などにより挫折するが、1911年（明治44年）には小野金六、根津嘉一郎や甲州財閥系の資本家による富士身延鉄道と、身延参詣者の輸送を目的とした身延軽便鉄道（甲駿軽便鉄道）の計画が同時に持ち上がる。富士身延鉄道は、大宮町から分岐し、富士川左岸沿いに富士 - 甲府間を結ぶ計画で、身延軽便鉄道は興津から分岐し富士川右岸を万沢・南部から身延まで至る計画であった。両者の甲駿鉄道計画は最終的に後者が却下されることにより富士身延鉄道計画が採用され、東海道線の鈴川（現在の吉原駅）から大宮（現在の富士宮駅）までの馬車鉄道を運営していた富士鉄道を買収し、1913年（大正2年）7月20日に富士駅 - 大宮町駅間が蒸気鉄道として開業した。以後、順次延伸され、1920年（大正9年）5月18日に身延まで開通し、1928年（昭和3年）3月30日に甲府駅まで全通した。
全線開通の10年後となる1938年（昭和13年）10月1日には路線が鉄道省（のちの国鉄）に借り上げられ、1941年（昭和16年）5月1日には国有化された。
1964年（昭和39年）3月20日、身延線初の優等列車として富士駅 - 甲府駅間に準急「富士川」2往復の運転が開始された。同年10月に東海道新幹線が開通すると接続のため1往復が静岡駅まで運転区間を延長し、1966年（昭和41年）3月には一部が急行列車となった。準急として残った1往復は「白糸」と改称したが、1968年（昭和43年）10月に静岡駅まで延長されて急行となり「富士川」に統合された。
1969年（昭和44年）にそれまで全線単線であった身延線の富士駅 - 富士宮駅間の複線化工事にあわせて、富士駅 - 入山瀬駅間の路線付け替えおよび高架化が行われ、同時に本市場駅（柚木駅に改称）・竪堀駅も移設された。これは、1960年（昭和35年）頃から当時創価学会と関係のあった（1991年〈平成3年〉に断絶）日蓮正宗の総本山である大石寺参詣のための団体列車が急増しており、その輸送力増強と、本市場駅付近を通っていた国道1号（現在の県道396号線）との踏切の渋滞が深刻化していたためである。移設後は富士駅から東京側で分岐していたのを静岡側で分岐するように改め、首都圏方面からの団体列車がスイッチバックせずに直通できるように配線が変更され、また高架化されたことで国道1号線の渋滞も緩和された。富士駅 - 富士宮駅間の複線化は1974年（昭和49年）に完成した。旧線部分の約2km（本市場駅付近から現在線路との合流地点まで）は富士緑道として遊歩道化されている。
1980年代後半頃以降1両編成車両（123系）の導入や、ワンマン運転の実施、駅の営業縮小（富士宮駅縮小や、夜間および早朝の無人化など）などが進められた。

### 年表

#### 富士身延鉄道
- 1890年（明治23年）6月26日：富士馬車鉄道が東海道線鈴川（現在の吉原駅） - 大宮間に馬車鉄道を開業[2]。
- 1897年（明治30年）：富士川電気鉄道設立、富士 - 甲府間に免許取得するも日清戦争後の不景気で資本金不足のまま免許失効し、会社解散[2]。
- 1908年（明治41年）：富士馬車鉄道が富士鉄道に改称[2]。
- 1910年（明治43年）4月17日：富士鉄道が富士 - 長沢間の支線を開業[2]。
- 1911年（明治44年）：甲府財界を中心としたグループに富士 - 甲府間の免許。
- 1912年（明治45年）4月26日：富士身延鉄道設立[15]。富士鉄道から路線を譲受。
- 1913年（大正2年）
  - 7月20日：富士 - 長沢間、入山瀬 - 大宮間の馬車鉄道を廃止し、富士 - 大宮町間の蒸気鉄道（6.4M≒10.30km）が開業[2]。入山瀬駅・富士根駅・大宮町駅（現在の富士宮駅）が開業。
  - 9月20日：貨物駅として源道寺駅が開業[2]。
- 1915年（大正4年）3月1日：大宮町駅 - 芝川駅間（5.3M≒8.53km）が延伸開業[2]。芝川駅が開業[2]。
- 1918年（大正7年）
  - 月日不明：馬車鉄道の鈴川 - 長沢 - 入山瀬間が根方軌道に譲渡。
  - 8月10日：芝川駅 - 十島停留場間（4.4M≒7.08km）が延伸開業[2]。十島停留場が開業[2]。
  - 10月8日：十島停留場 - 内船南部間（4.9M≒7.89km）が延伸開業[2]。内船南部駅（現在の内船駅）が開業[2]。
- 1919年（大正8年）4月8日：内船南部駅 - 甲斐大島駅間（3.5M≒5.63km）が延伸開業[2]。甲斐大島駅が開業[2]。
- 1920年（大正9年）5月18日：甲斐大島駅 - 身延駅間（2.4M≒3.86km）が延伸開業[2]。身延駅が開業[2]。
- 1924年（大正13年）7月6日：根方軌道線が廃止。
- 1926年（大正15年）
  - 電化が決定し、この年11月から全線で電化工事が並行して実施[2]。
  - 3月8日：竪堀停留場が開業。
  - 9月1日：大宮町内で運行されていた馬車鉄道が全廃。
- 1927年（昭和2年）
  - 6月20日：富士駅 - 身延駅間が電化され、電車運転開始。以後は開通時から電化。
  - 7月15日：大宮西町駅（現在の西富士宮駅）が開業。
  - 11月5日：竪堀停留場が駅に変更。
  - 12月17日：身延駅 - 市川大門駅間（16.4M≒26.39km）が延伸開業[2]。甲斐下山駅（現在の波高島駅）・下部駅（現在の下部温泉駅）・甲斐常葉駅・久那土駅・甲斐岩間駅・鰍沢黒沢駅（現在の鰍沢口駅）・市川大門駅が開業[2]。
- 1928年（昭和3年）3月30日：市川大門駅 - 甲府駅間（11.4M≒18.35km）が延伸開業し全通[2]。当時の所要時間は甲府駅 - 富士駅間3時間。甲斐上野駅・東花輪駅・西条常永駅（現在の常永駅）・国母駅・甲府南口駅（現在の南甲府駅)・善光寺停留場が開業[2]。
- 1929年（昭和4年）
  - 2月11日：芦川停留場が開業[2]。
  - 3月10日：沼久保停留場が開業[2]。
  - 3月26日：井出福士停留場（現在の井出駅）が開業[2]。
  - 8月15日：稲子駅・小井川停留場・金手停留場が開業[2]。
  - 12月28日：貨物駅として井出側線駅が開業[2]。
- 1930年（昭和5年）
  - 月日不明：甲斐下山駅が下山波高島駅に改称。
  - 4月1日：営業距離の単位をマイルからメートルに変更（全線 54.7M→88.1km）。
  - 6月1日：落居停留場が開業[2]。
  - 10月1日：市川本町停留場が開業[2]。
  - 12月25日：源道寺駅が廃止。源道寺停留場が開業[2]。
- 1931年（昭和6年）
  - 4月1日：甲府住吉停留場（現在の甲斐住吉駅）が開業[2]。
  - 9月20日：井出側線駅が井出福士側線駅に改称[2]。
  - 11月1日：寄畑停留場が開業[2]。
  - 12月1日：井出福士側線駅が第二井出福士駅に改称[2]。
- 1932年（昭和7年）
  - 4月21日：富士宮大火により大宮町駅舎焼失。多数の避難民が線路上に避難[18]。
  - 5月10日：市ノ瀬停留場が開業[2]。
- 1933年（昭和8年）9月1日：塩之沢停留場が開業[2]。
- 1934年（昭和9年）
  - 6月1日：塩之沢停留場が駅に変更。
  - 7月1日：本市場停留場（現在の柚木駅）が開業[2]。
- 1936年（昭和11年）6月22日認可：十島停留場・井出福士停留場が駅に変更。第二井出福士駅が井出福士駅に統合される。

#### 国鉄借上げ以後
- 1938年（昭和13年）10月1日：鉄道省に借り上げられる[2]。
  - 停留場が駅に変更。井出福士駅が井出駅に、内船南部駅が内船駅に、下山波高島駅が波高島駅に、鰍沢黒沢駅が鰍沢口駅に、西条常永駅が常永駅に、甲府住吉駅が甲斐住吉駅に、甲府南口駅が南甲府駅に改称。
- 1941年（昭和16年）5月1日：国有化され身延線となる[2]。
- 1942年（昭和17年）10月1日：大宮町駅が富士宮駅に、大宮西町駅が西富士宮駅に改称[2]。
- 1950年（昭和25年）8月24日：国鉄買収時に投入されたモハ62001・モハ30173ほか2両が、島尻トンネル内で落雷で切れた架線と接触し焼損。廃車となったモハ62001は西武鉄道へ譲渡。
- 1953年（昭和29年）5月10日：戦災により1945年ごろより営業休止となっていた金手駅が営業再開。
- 1964年（昭和39年）3月20日：準急「富士川」運転開始[2]。
- 1965年（昭和40年）2月1日：全線にATS-Sを導入[19]。
- 1966年（昭和41年）3月5日：走行キロ100km以上の準急列車は急行列車に格上げ。「富士川」のうち、身延線内のみ運転の列車は準急のまま残り「白糸」に改称[2]。
- 1968年（昭和43年）10月1日：「白糸」が急行「富士川」に統合され、全列車が静岡駅に乗り入れ開始[2]。
- 1969年（昭和44年）9月28日：富士駅 - 入山瀬駅間[注 6]が経路変更、あわせて高架・複線化[2]。竪堀駅・本市場駅が移転し[2]、本市場駅は柚木駅に改称。経路変更に伴い全線でキロ修正、0.3km延長（富士駅 - 柚木駅間 +0.2km、柚木駅 - 竪堀駅間・竪堀駅 - 入山瀬駅間・芝川駅 - 稲子駅間・南甲府駅 - 善光寺駅間・金手駅 - 甲府駅間 +0.1km、沼久保駅 - 芝川駅間・十島駅 - 井出駅間・甲斐大島駅 - 身延駅間・甲斐住吉駅 - 南甲府駅間 -0.1km）
- 1971年（昭和46年）3月29日：富士根駅 - 富士宮駅間が複線化[2]。
- 1972年（昭和47年）3月13日：入山瀬駅 - 富士根駅間が複線化[2]。
- 1974年（昭和49年）9月27日：竪堀駅 - 入山瀬駅間が複線化され、富士駅 - 富士宮駅間の複線化が完成[2]。
- 1981年（昭和56年）8月31日：戦前形旧型国電の営業運転が終了[2]。62系（2代）をのぞき115系2000・2600番台に置き換えられる。
- 1982年（昭和57年）2月25日：列車集中制御装置 (CTC) 使用開始[20]。
- 1987年（昭和62年）3月21日：国鉄最後のダイヤ改正で富士駅 - 西富士宮駅間の区間列車が増発[2]。123系電車投入[2]。

#### 民営化以後
- 1987年（昭和62年）4月1日：国鉄分割民営化により、東海旅客鉄道が継承[2]。日本貨物鉄道が東花輪駅 - 甲府駅間の第二種鉄道事業者となる。富士駅 - 東花輪駅間の貨物営業廃止。
- 1989年（昭和63年）3月：甲府駅 - 鰍沢口駅間の区間列車増発。
- 1990年（平成2年）3月10日：富士駅 - 西富士宮駅間の一部列車でワンマン運転開始[2]。
- 1991年（平成3年）12月14日：下部駅が下部温泉駅に改称[2]。
- 1995年（平成7年）10月1日：急行「富士川」が廃止、特急「ふじかわ」へ格上げ[2]。
- 1999年（平成11年）
  - 6月1日：313系電車の営業運転が開始[2]。
  - 12月4日：全線で一部列車を除きワンマン運転開始[2][21]。
- 2001年（平成13年）3月31日：日本貨物鉄道の第二種鉄道事業（東花輪駅 - 甲府駅間）廃止[22]。
- 2003年（平成15年）10月1日：ダイヤ改正により、特急の運転間隔の2時間パターン化を一部列車をのぞいて実施[2]。
- 2004年（平成16年）2月1日：身延CTC指令所を静岡総合指令所に統合。
- 2005年（平成17年）10月1日：特急料金の値下げが実施され、30kmまで310円の特定特急券が設定される[2]。
- 2006年（平成18年）
  - 3月18日：ダイヤ改正により特急の停車駅が統一される[2]。
  - 8月7日：313系3100番台の運用開始。
- 2007年（平成19年）3月18日：115系・123系の運用が終了[2]。
- 2010年（平成22年）3月13日：富士駅 - 西富士宮駅間で TOICA が導入[23]。
- 2011年（平成23年）
  - 3月14日 - 4月8日：東北地方太平洋沖地震（東日本大震災）による輪番停電の影響で一部区間が運休。
  - 9月22日：台風15号による盛土崩壊などの影響で西富士宮駅 - 甲府駅間が不通となり、特急「ふじかわ」が全列車運休[24][25]。
  - 9月26日：身延駅 - 甲府駅間が運転再開。不通区間の代行バス運行開始[26]。
  - 11月14日：西富士宮駅 - 内船駅間が運転再開。代行バスの運行区間は内船駅 - 身延駅間に変更[27]。
- 2012年（平成24年）
  - 3月17日：内船駅 - 身延駅間が運転再開。これにより、約半年振りに全線復旧[26]。
  - 4月14日：富士宮駅 - 西富士宮間が高架化[10]。
- 2016年（平成28年）10月1日 - 10月2日：甲斐上野駅 - 東花輪駅間の今川橋梁の架け替え工事実施に伴い、市川大門駅 - 東花輪駅間でバス代行輸送を実施。
- 2018年（平成30年）
  - 3月30日：臨時特急「身延線全通90周年富士川」が富士駅から甲府駅まで運行[28]。
  - 3月 ：ラインカラー[29]及び富士駅 - 西富士宮駅間にて駅ナンバリングを導入。当路線の路線コードは「CC」、ラインカラーはパープル[30]。
- 2024年（令和6年）3月16日：2両編成で運行する列車を全てワンマン運転化[31]。
- 2025年（令和7年）10月1日：鰍沢口駅 - 甲府駅間の各駅で TOICA が導入（予定）[4][5]。

## 駅一覧
- 普通列車は全駅に停車。特急列車の停車駅については「ふじかわ (列車)#停車駅」を参照
- 線路 … ||：複線区間、◇・｜：単線区間（◇は列車交換可能）、∨：ここより下は単線（列車交換可能）、∧：終点（列車交換可能）
- 駅番号は2018年3月より導入[30]。

| 駅番号 | 駅名       | 営業キロ | 営業キロ | 接続路線                                                          | 線路 | 所在地 | 所在地              | 所在地              |
| 駅番号 | 駅名       | 駅間     | 累計     | 接続路線                                                          | 線路 | 所在地 | 所在地              | 所在地              |
| ------ | ---------- | -------- | -------- | ----------------------------------------------------------------- | ---- | ------ | ------------------- | ------------------- |
| CC00   | 富士駅     | -        | 0.0      | 東海旅客鉄道：CA 東海道本線 (CA08) （静岡駅、熱海駅まで直通運転） | \|\| | 静岡県 | 富士市              | 富士市              |
| CC01   | 柚木駅     | 1.5      | 1.5      |                                                                   | \|\| | 静岡県 | 富士市              | 富士市              |
| CC02   | 竪堀駅     | 1.3      | 2.8      |                                                                   | \|\| | 静岡県 | 富士市              | 富士市              |
| CC03   | 入山瀬駅   | 2.8      | 5.6      |                                                                   | \|\| | 静岡県 | 富士市              | 富士市              |
| CC04   | 富士根駅   | 2.4      | 8.0      |                                                                   | \|\| | 静岡県 | 富士市              | 富士市              |
| CC05   | 源道寺駅   | 1.3      | 9.3      |                                                                   | \|\| | 静岡県 | 富士宮市            | 富士宮市            |
| CC06   | 富士宮駅   | 1.4      | 10.7     |                                                                   | ∨    | 静岡県 | 富士宮市            | 富士宮市            |
| CC07   | 西富士宮駅 | 1.2      | 11.9     |                                                                   | ◇    | 静岡県 | 富士宮市            | 富士宮市            |
| -      | 沼久保駅   | 5.0      | 16.9     |                                                                   | ｜   | 静岡県 | 富士宮市            | 富士宮市            |
| -      | 芝川駅     | 2.3      | 19.2     |                                                                   | ◇    | 静岡県 | 富士宮市            | 富士宮市            |
| -      | 稲子駅     | 4.8      | 24.0     |                                                                   | ｜   | 静岡県 | 富士宮市            | 富士宮市            |
| -      | 十島駅     | 2.3      | 26.3     |                                                                   | ◇    | 山梨県 | 南巨摩郡            | 南部町              |
| -      | 井出駅     | 3.1      | 29.4     |                                                                   | ｜   | 山梨県 | 南巨摩郡            | 南部町              |
| -      | 寄畑駅     | 2.5      | 31.9     |                                                                   | ｜   | 山梨県 | 南巨摩郡            | 南部町              |
| -      | 内船駅     | 2.2      | 34.1     |                                                                   | ◇    | 山梨県 | 南巨摩郡            | 南部町              |
| -      | 甲斐大島駅 | 5.7      | 39.8     |                                                                   | ◇    | 山梨県 | 南巨摩郡            | 身延町              |
| -      | 身延駅     | 3.7      | 43.5     |                                                                   | ◇    | 山梨県 | 南巨摩郡            | 身延町              |
| -      | 塩之沢駅   | 2.2      | 45.7     |                                                                   | ｜   | 山梨県 | 南巨摩郡            | 身延町              |
| -      | 波高島駅   | 4.5      | 50.2     |                                                                   | ◇    | 山梨県 | 南巨摩郡            | 身延町              |
| -      | 下部温泉駅 | 1.5      | 51.7     |                                                                   | ◇    | 山梨県 | 南巨摩郡            | 身延町              |
| -      | 甲斐常葉駅 | 2.4      | 54.1     |                                                                   | ◇    | 山梨県 | 南巨摩郡            | 身延町              |
| -      | 市ノ瀬駅   | 2.0      | 56.1     |                                                                   | ｜   | 山梨県 | 南巨摩郡            | 身延町              |
| -      | 久那土駅   | 2.7      | 58.8     |                                                                   | ｜   | 山梨県 | 南巨摩郡            | 身延町              |
| -      | 甲斐岩間駅 | 1.5      | 60.3     |                                                                   | ◇    | 山梨県 | 西八代郡 市川三郷町 | 西八代郡 市川三郷町 |
| -      | 落居駅     | 1.5      | 61.8     |                                                                   | ｜   | 山梨県 | 西八代郡 市川三郷町 | 西八代郡 市川三郷町 |
| -      | 鰍沢口駅   | 5.0      | 66.8     |                                                                   | ◇    | 山梨県 | 西八代郡 市川三郷町 | 西八代郡 市川三郷町 |
| -      | 市川大門駅 | 3.0      | 69.8     |                                                                   | ◇    | 山梨県 | 西八代郡 市川三郷町 | 西八代郡 市川三郷町 |
| -      | 市川本町駅 | 0.9      | 70.7     |                                                                   | ｜   | 山梨県 | 西八代郡 市川三郷町 | 西八代郡 市川三郷町 |
| -      | 芦川駅     | 1.0      | 71.7     |                                                                   | ｜   | 山梨県 | 西八代郡 市川三郷町 | 西八代郡 市川三郷町 |
| -      | 甲斐上野駅 | 1.1      | 72.8     |                                                                   | ◇    | 山梨県 | 西八代郡 市川三郷町 | 西八代郡 市川三郷町 |
| -      | 東花輪駅   | 3.5      | 76.3     |                                                                   | ◇    | 山梨県 | 中央市              | 中央市              |
| -      | 小井川駅   | 1.2      | 77.5     |                                                                   | ｜   | 山梨県 | 中央市              | 中央市              |
| -      | 常永駅     | 1.4      | 78.9     |                                                                   | ◇    | 山梨県 | 中巨摩郡 昭和町     | 中巨摩郡 昭和町     |
| -      | 国母駅     | 2.3      | 81.2     |                                                                   | ◇    | 山梨県 | 中巨摩郡 昭和町     | 中巨摩郡 昭和町     |
| -      | 甲斐住吉駅 | 1.9      | 83.1     |                                                                   | ｜   | 山梨県 | 甲府市              | 甲府市              |
| -      | 南甲府駅   | 0.9      | 84.0     |                                                                   | ◇    | 山梨県 | 甲府市              | 甲府市              |
| -      | 善光寺駅   | 2.3      | 86.3     |                                                                   | ｜   | 山梨県 | 甲府市              | 甲府市              |
| -      | 金手駅     | 0.9      | 87.2     |                                                                   | ｜   | 山梨県 | 甲府市              | 甲府市              |
| -      | 甲府駅     | 1.2      | 88.4     | 東日本旅客鉄道： 中央本線 (CO 43)                                 | ∧    | 山梨県 | 甲府市              | 甲府市              |

### 過去の接続路線
- 入山瀬駅：根方軌道線 - 1924年（大正13年）廃止
- 富士宮駅：富士軌道線 - 1938年（昭和13年）廃止
- 甲府駅：山梨交通電車線（甲府駅前駅） - 1962年（昭和37年）7月1日廃止